# Brachytria varia
Brachytria varia là một loài bọ cánh cứng trong họ Cerambycidae.